# Tübingen
Tübingen [▶] (staro hrvatsko ime: Tubinga, švapski: Dibenga) je sveučilišni grad u Baden-Württembergu. Nalazi se 40 km južno od Stuttgarta na rijeci Neckar. 
Na sveučilištu je upisano 22.079 studenata (ljetni semestar 2008.), 15.000 tih studenata živi u gradu, što Tübingen čini gradom s najmanjom prosječnom dobi stanovnika u Njemačkoj.
Ukupan broj stanovnika iznosi 83.813 (31.12.2007).
Sveučilište u Tübingenu osnovano je 1477. na inicijativu Eberharda V., vojvode od Württemberga. Ono je jedno od najpoznatijih i najutjecajnijih sveučilišta u Njemačkoj.

## Poznate osobe
- Johannes Nauclerus, humanist i povjesničar
- Samuel Gottlieb Gmelin, fizičar, botaničar i istraživač
- Ludwig Uhland, pjesnik, filolog i književni povjesničar
- Immanuel Hermann Fichte, filozof
- Christoph von Sigwart, filozof
- Walter Jens, filolog, književni povjesničar, kritičar i pisac
- Christiane Nüsslein-Volhard, biologinja